# Uraechoides vivesi
Uraechoides vivesi är en skalbaggsart som beskrevs av Stefan von Breuning 1981. Uraechoides vivesi ingår i släktet Uraechoides och familjen långhorningar. Inga underarter finns listade i Catalogue of Life.